# Mocsáry Lajos Alapiskola
A Mocsáry Lajos Alapiskola Fülek egyik alapiskolája, 1992-ben alapították.

## Története
A Papréti lakótelepen a komplex lakásépítési program keretében, az 1986-os alapkőletétele óta épül/t/ a város harmadik alapiskolai komplexuma. Az 1989-ben megváltozott politikai-gazdasági helyzetben bizony hamar kétségessé vált az építési ütemterv betartása, bizonytalan lett az állami hozzájárulás mértéke, nyilvánvaló volt, hogy a város önerőből képtelen finanszírozni az építkezést.
Az 1990-es év politikai csatározásai közepette dönteni kellett a majdani iskola sorsáról, használójáról. A bizottság ajánlása értelmében a járási hivatal oktatásügyi szakosztálya kérte a szakminisztériumot egy vegyes, szlovák és magyar tanítási nyelvű alapiskola hálózatba való bejegyzésére. 1992 tavaszán átadásra kerül az egyik pavilon, melybe az Iskola utcai alapiskola addig utaztatott osztályai költöznek be. A járási hivatal pályázatot írt ki az új intézmény igazgatói posztjára. 1992. szeptember 1-én Krisztián Elemér igazgató megnyitja az új iskola első tanítási évét nyolc szlovák és három magyar osztállyal.
A névadó ünnepségre 2003. január 17-én került sor. Ennek keretében felavatták az iskola falán Mocsáry Lajos emléktábláját. Megjelent a Jubileumi évkönyv 1992-2002 c. kiadvány is. Elkészült az iskola logója.

## Az iskola jelene
Az iskola 2017-ben 331 tanulóval és 27 oktatóval rendelkezik. Az iskola épületkomplexumát öt épület alkotja: egy kétemeletes épület, fitneszteremmel; egy nagy tornaterem, öltözőkkel; két kisebb épület; egy kétemeletes épület